# Sellyei járás
A Sellyei járás Baranya vármegyéhez tartozó járás Magyarországon, amely 2013-ban jött létre. Székhelye Sellye. Területe 493,69 km², népessége 14 166 fő, népsűrűsége 29 fő/km² volt a 2012. évi adatok szerint, így a legritkábban lakott magyar járás (népsűrűsége az Amerikai Egyesült Államok népsűrűségéhez hasonló). Egy város (Sellye), egy nagyközség (Vajszló) és 36 további község tartozik hozzá, melyek 2012-ig a Sellyei kistérséget alkották a Pécsi kistérséghez tartozott Baksa, Tengeri és Téseny kivételével.
A Sellyei járás a járások 1983-as megszüntetése előtt is létezett 1950. június 1. és 1963. december 30. között.

## Települései
| Település        | Rang       | Kistérség (2012. január 1.) | Népesség (2012. január 1.) | Terület (km²) |
| ---------------- | ---------- | --------------------------- | -------------------------- | ------------- |
| Sellye           | város      | Sellyei                     | 2 752                      | 25,18         |
| Vajszló          | nagyközség | Sellyei                     | 1 694                      | 17,71         |
| Adorjás          | község     | Sellyei                     | 181                        | 8,1           |
| Baksa            | község     | Pécsi                       | 769                        | 13,82         |
| Baranyahídvég    | község     | Sellyei                     | 202                        | 8,49          |
| Besence          | község     | Sellyei                     | 121                        | 9,58          |
| Bogádmindszent   | község     | Sellyei                     | 431                        | 11,58         |
| Bogdása          | község     | Sellyei                     | 276                        | 20,99         |
| Csányoszró       | község     | Sellyei                     | 668                        | 28,56         |
| Drávafok         | község     | Sellyei                     | 503                        | 23,9          |
| Drávaiványi      | község     | Sellyei                     | 196                        | 11,01         |
| Drávakeresztúr   | község     | Sellyei                     | 109                        | 12,97         |
| Drávasztára      | község     | Sellyei                     | 398                        | 18,18         |
| Felsőszentmárton | község     | Sellyei                     | 881                        | 19,46         |
| Gilvánfa         | község     | Sellyei                     | 369                        | 15,43         |
| Hegyszentmárton  | község     | Sellyei                     | 408                        | 18,78         |
| Hirics           | község     | Sellyei                     | 232                        | 14,68         |
| Kákics           | község     | Sellyei                     | 227                        | 14,89         |
| Kemse            | község     | Sellyei                     | 57                         | 8,96          |
| Kisasszonyfa     | község     | Sellyei                     | 178                        | 8,87          |
| Kisszentmárton   | község     | Sellyei                     | 261                        | 14,86         |
| Kórós            | község     | Sellyei                     | 222                        | 15,12         |
| Lúzsok           | község     | Sellyei                     | 266                        | 6,52          |
| Magyarmecske     | község     | Sellyei                     | 309                        | 11,95         |
| Magyartelek      | község     | Sellyei                     | 216                        | 6,84          |
| Markóc           | község     | Sellyei                     | 55                         | 5,79          |
| Marócsa          | község     | Sellyei                     | 86                         | 11,38         |
| Nagycsány        | község     | Sellyei                     | 152                        | 5,65          |
| Okorág           | község     | Sellyei                     | 167                        | 11,85         |
| Ózdfalu          | község     | Sellyei                     | 177                        | 8             |
| Páprád           | község     | Sellyei                     | 153                        | 12,11         |
| Piskó            | község     | Sellyei                     | 241                        | 11,55         |
| Sámod            | község     | Sellyei                     | 217                        | 6,2           |
| Sósvertike       | község     | Sellyei                     | 184                        | 6,6           |
| Tengeri          | község     | Pécsi                       | 47                         | 4,46          |
| Téseny           | község     | Pécsi                       | 323                        | 12,08         |
| Vejti            | község     | Sellyei                     | 160                        | 9,76          |
| Zaláta           | község     | Sellyei                     | 278                        | 21,83         |

## Története
A Sellyei járás első ízben az 1950-es járásrendezés során jött létre 1950. június 1-jén a Szigetvári járás és a megszűnő Szentlőrinci járás községeinek egy részéből, és 1963. december 30-ával szűnt meg, községeit ekkor felosztották a Siklósi, a Szigetvári és a Pécsi járás között.
A 2013-tól a Sellyei járáshoz tartozó községek 1983-ban, a járások megszüntetése előtt a Siklósi és a Szigetvári járáshoz tartoztak.

### Községei 1950 és 1963 között
Az alábbi táblázat felsorolja a Sellyei járáshoz tartozott községeket, bemutatva, hogy mikor tartoztak ide, és hogy hova tartoztak megelőzően, illetve később.
| Község           | Mikortól         | Honnan                | Meddig             | Hova                |
| ---------------- | ---------------- | --------------------- | ------------------ | ------------------- |
| Adorjás          | 1956. február 1. | Siklósi járásból      | 1963. december 30. | Siklósi járáshoz    |
| Baranyahídvég    | 1956. február 1. | Siklósi járásból      | 1963. december 30. | Siklósi járáshoz    |
| Besence          | 1956. február 1. | Siklósi járásból      | 1963. december 30. | Siklósi járáshoz    |
| Bogádmindszent   | 1956. február 1. | Siklósi járásból      | 1963. december 30. | Siklósi járáshoz    |
| Bogdása          | 1950. június 1.  | Szentlőrinci járásból | 1963. december 30. | Siklósi járáshoz    |
| Bürüs            | 1950. június 1.  | Szigetvári járásból   | 1963. december 30. | Szigetvári járáshoz |
| Csányoszró       | 1950. június 1.  | Szentlőrinci járásból | 1963. december 30. | Siklósi járáshoz    |
| Drávafok         | 1950. június 1.  | Szigetvári járásból   | 1963. december 30. | Siklósi járáshoz    |
| Drávaiványi      | 1950. június 1.  | Szentlőrinci járásból | 1963. december 30. | Siklósi járáshoz    |
| Drávakeresztúr   | 1950. június 1.  | Szigetvári járásból   | 1963. december 30. | Siklósi járáshoz    |
| Drávasztára      | 1950. június 1.  | Szigetvári járásból   | 1963. december 30. | Siklósi járáshoz    |
| Endrőc           | 1950. június 1.  | Szigetvári járásból   | 1963. december 30. | Szigetvári járáshoz |
| Felsőszentmárton | 1950. június 1.  | Szigetvári járásból   | 1963. december 30. | Siklósi járáshoz    |
| Gilvánfa         | 1950. június 1.  | Szentlőrinci járásból | 1963. december 30. | Siklósi járáshoz    |
| Gyöngyfa         | 1950. június 1.  | Szentlőrinci járásból | 1963. december 30. | Siklósi járáshoz    |
| Gyöngyösmellék   | 1950. június 1.  | Szigetvári járásból   | 1963. december 30. | Szigetvári járáshoz |
| Hegyszentmárton  | 1956. február 1. | Siklósi járásból      | 1963. december 30. | Siklósi járáshoz    |
| Hirics           | 1956. február 1. | Siklósi járásból      | 1963. december 30. | Siklósi járáshoz    |
| Kákics           | 1950. június 1.  | Szentlőrinci járásból | 1963. december 30. | Siklósi járáshoz    |
| Kemse            | 1950. június 1.  | Szentlőrinci járásból | 1963. december 30. | Siklósi járáshoz    |
| Kétújfalu        | 1950. június 1.  | Szigetvári járásból   | 1963. december 30. | Szigetvári járáshoz |
| Királyegyháza    | 1950. június 1.  | Szentlőrinci járásból | 1963. december 30. | Pécsi járáshoz      |
| Kisasszonyfa     | 1950. június 1.  | Szentlőrinci járásból | 1963. december 30. | Siklósi járáshoz    |
| Kisszentmárton   | 1956. február 1. | Siklósi járásból      | 1963. december 30. | Siklósi járáshoz    |
| Kórós            | 1956. február 1. | Siklósi járásból      | 1963. december 30. | Siklósi járáshoz    |
| Lúzsok           | 1956. február 1. | Siklósi járásból      | 1963. december 30. | Siklósi járáshoz    |
| Magyarmecske     | 1950. június 1.  | Szentlőrinci járásból | 1963. december 30. | Siklósi járáshoz    |
| Magyartelek      | 1950. június 1.  | Szentlőrinci járásból | 1963. december 30. | Siklósi járáshoz    |
| Markóc           | 1950. június 1.  | Szigetvári járásból   | 1963. december 30. | Siklósi járáshoz    |
| Marócsa          | 1950. június 1.  | Szentlőrinci járásból | 1963. december 30. | Siklósi járáshoz    |
| Mónosokor        | 1950. június 1.  | Szentlőrinci járásból | 1963. december 30. | Siklósi járáshoz    |
| Nagycsány        | 1950. június 1.  | Szentlőrinci járásból | 1963. december 30. | Siklósi járáshoz    |
| Okorág           | 1950. június 1.  | Szentlőrinci járásból | 1963. december 30. | Siklósi járáshoz    |
| Ózdfalu          | 1956. február 1. | Siklósi járásból      | 1963. december 30. | Siklósi járáshoz    |
| Páprád           | 1956. február 1. | Siklósi járásból      | 1963. december 30. | Siklósi járáshoz    |
| Pettend          | 1950. június 1.  | Szigetvári járásból   | 1963. december 30. | Szigetvári járáshoz |
| Piskó            | 1950. június 1.  | Szentlőrinci járásból | 1963. december 30. | Siklósi járáshoz    |
| Révfalu          | 1950. június 1.  | Szigetvári járásból   | 1963. december 30. | Siklósi járáshoz    |
| Sámod            | 1956. február 1. | Siklósi járásból      | 1963. december 30. | Siklósi járáshoz    |
| Sellye           | 1950. június 1.  | Szentlőrinci járásból | 1963. december 30. | Siklósi járáshoz    |
| Sósvertike       | 1950. június 1.  | Szentlőrinci járásból | 1963. december 30. | Siklósi járáshoz    |
| Sumony           | 1950. június 1.  | Szentlőrinci járásból | 1963. december 30. | Siklósi járáshoz    |
| Szörény          | 1950. június 1.  | Szigetvári járásból   | 1963. december 30. | Szigetvári járáshoz |
| Teklafalu        | 1950. június 1.  | Szigetvári járásból   | 1963. december 30. | Szigetvári járáshoz |
| Vajszló          | 1956. február 1. | Siklósi járásból      | 1963. december 30. | Siklósi járáshoz    |
| Várad            | 1950. június 1.  | Szigetvári járásból   | 1963. december 30. | Szigetvári járáshoz |
| Vejti            | 1956. február 1. | Siklósi járásból      | 1963. december 30. | Siklósi járáshoz    |
| Zádor            | 1950. június 1.  | Szigetvári járásból   | 1963. december 30. | Szigetvári járáshoz |
| Zaláta           | 1950. június 1.  | Szentlőrinci járásból | 1963. december 30. | Siklósi járáshoz    |

### Történeti adatai
Megszűnése előtt, 1963 végén területe 617 km², népessége pedig mintegy 27 ezer fő volt.